# 斯特勞姆斯沃拉山
72°7′S 0°20′W / 72.117°S 0.333°W
斯特勞姆斯沃拉山（德語：Straumsvola）是南極洲的山峰，位於毛德皇后地的瑪塔公主海岸，處於于蒂爾勒拉山以北11公里，屬於斯維爾德魯普山脈的一部分，根據德國的探險隊拍攝的空中照片被繪入地圖，現時由南極條約體系管理。